# Niels Hastrup
Niels Hastrup (født 26. oktober 1944) var mangeårig manager for Sir Henry & His Butlers.
 Der er for få eller ingen kildehenvisninger i denne artikel, hvilket er et problem. Du kan hjælpe ved at angive troværdige kilder til de påstande, som fremføres i artiklen.